# David Ethève
David Ethève, nacido el 16 de septiembre de 1966 en Neuilly-sur-Seine, Altos del Sena, Isla de Francia (Francia), y fallecido el 9 de diciembre de 2016 en La Coruña, fue un músico, intérprete de violonchelo y director de orquesta, uno de los miembros fundacionales de la Orquesta Sinfónica de Galicia (OSG). 

## Biografía
David Ethève comenzó a estudiar piano a los cuatro años, y violonchelo a los ocho. Tras conseguir los primeros premios de violonchelo y de música de cámara en el Conservatorio Nacional de Boulogne-Billancourt, se graduó en el Conservatorio Nacional de Música de París, donde recibió clases de violonchelo de Maurice Gendron y Michel Strauss, y de música de cámara de Geneviève Joy y Christian Ivaldi.
En 1989 fue invitado al Banff Center of the Arts, de Canadá. En 1991, gracias a una beca de la Fundación Franco-Americana, estudió con Janos Starker en la Universidad de Indiana, Estados Unidos.
Ethéve se incorporó a la Orquesta Sinfónica de Galicia en el año de su formación, en 1992, como violonchelo principal, donde permaneció hasta su baja definitiva por enfermedad unos meses antes de su muerte.
Actuó en numerosas ocasiones como músico de cámara en los auditorios más prestigiosos de Francia, así como en la Casa de la Radio de este país, dentro de los programas "France Musique" y "France Culture". También tocó en los festivais de Barcelona, en el Festival Mozart de La Coruña y en los ciclos de conciertos del Centro Galego de Arte Contemporánea, en la Universidad de Santiago de Compostela y en el Teatro Rosalía de Castro de Coruña.
Además de violonchelo principal de la Sinfónica, Ethève fundó y fue miembro de varios grupos de cámara, profesor y director, durante dos años y medio, de la Orquesta Joven de la Sinfónica, de la que anunció su despedido al final de un concierto en la plaza de María Pita en agosto de 2010.
En 2004 formó con el violinista Giovanni Fabris y el violista David Quiggle (que fuera compañero suyo en la OSG) el Trío de cuerda Manuel Quiroga.
Fue también presidente del Comité de Empresa de la OSG.
Ethève también trabajó con la Joven Orquesta Nacional de España, y fue invitado, en los años 2006 y 2007, por Alberto Zedda, al Festival Rossini de Pésaro para realizar el violonchelo continuo de las óperas del festival, entre ellas Torvaldo e Dorliska,  editada en deuvedé por el sello discográfico Dynamic de Génova. Además, fue un invitado habitual del ciclo de música de cámara New Performing Arts de Estados Unidos y, como solista, destacan en su currículo sus actuaciones con la Orquesta del Conservatorio de París, la Orquesta Sinfónica de Galicia y la Orquesta Sinfónica Nacional de Colombia.
Paralelamente a su trabajo como instrumentista desenvolvió una notable actividad de dirección de orquesta, grabado las bandas sonoras de películas como Los girasoles ciegos, Manolete o El club de los suicidas.